# Friedemir Poggenpohl
Friedemir Poggenpohl (7. srpna 1859 – 4. srpna 1924), rodným jménem Friedemir Schultze, byl německý designér nábytku. Roku 1892 založil nábytkářské a kuchyňské studio, které změnilo dosavadní pojetí kuchyňského designu.

## Život
Narodil se obci Hörde poblíž Dortmundu ve Vestfálsku jako Friedemir Schulze. Příjmení Poggenpohl přijal až v roce 1880 na počest rodiny své tety, která jej vychovala poté, co oba jeho rodiče předčasně zemřeli. Vyučil se tesařem.
V roce 1892 tehdy 33letý Poggenpohl založil vlastní dílnu spojenou s prodejnou nábytku. Zákazníkům nabídl unikátní koncept. Nevyráběl totiž jen z masivního dřeva v přírodní barvě, jako jeho současníci, ale nabízel nábytek v bílém laku. Konec 19. století byl ve znamení obrovského hospodářského růstu, firma měla úspěch, rychle se rozšířila a několikrát změnila své sídlo.
Úspěch firmy Poggenpohl nenarušila ani hospodářská krize ve 20. letech 20. století. Tou dobou měla 200 zaměstnanců a změnila se na akciovou společnost. Konce poválečné ekonomické krize se Friedemir Poggenpohl nedožil, zemřel roku 1924.

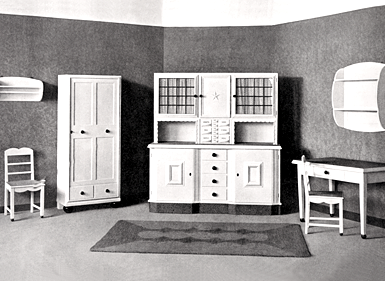
Ukázka kuchyně Fiedemira Poggenpohla z roku 1892

V roce 1923 představil Poggenpohl nový typ kuchyňského nábytku – volně stojící příborník s názvem Ideál, tento koncept mimo jiné přejalo americké kuchyňské studio Wasmuth-Endicott Indiana a začalo vyrábět vlastní model s názvem Kitchen Maid. Kuchyňské studio Poggenpohl se stalo tvůrcem kuchyňského designu tak, jak je znám dnes.

## Další vývoj firmy
V roce 1928 firma Poggenpohl uvedla na trh nový typ kuchyně, která se skládala z propojených skříní, samostatné skříně na boty, dřezu a jídelního stolu se židlemi. Tzv. reformní kuchyně se proslavila mimo jiné kvůli nové povrchové úpravě – desetivrstvý leštěný lak.
V roce 1950 firma představila v Kolíně nad Rýnem nový model kuchyňské sestavy 1000.
V roce 1960 jako první designérské studio firma Poggenpohl nabídla kuchyň s ostrůvkem. Návrh měl odpovídat moderním potřebám zákazníka i soudobým trendům. V designérských inovacích a vlivu na světový design interiéru pokračuje firma Poggenpohl i nadále.
Firma Poggenpohl působí ve více než 70 zemích světa. Od roku 2000 je součástí švédské korporace Nobia. V roce 2007 dosáhla obratu přes 124 milionů euro. I přes rozmach se všechny kuchyně vyrábějí výhradně v Německu, v obci, kde společnost vznikla.
V České republice je zastoupena společností Poggenpohl Czech s.r.o. se sídlem v Praze.